# Black Butte Crater Lava Field

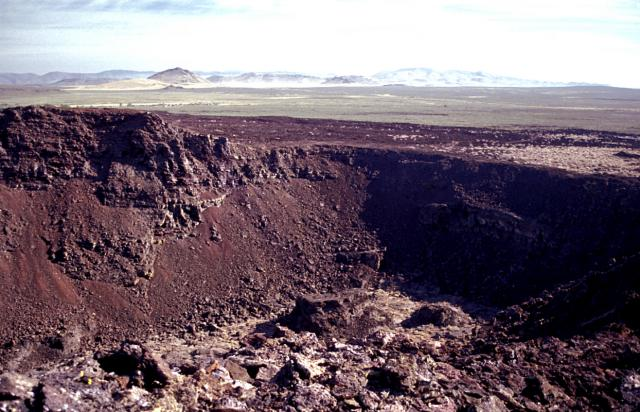
Black Butte Crater Lava Field

Das Black Butte Crater Lava Field, früher Shoshone Lava Field genannt, ist ein Lavafeld im Lincoln County im US-Bundesstaat Idaho.

## Lage
Das Black Butte Crater Lava Field ist das westlichste der basaltischen Lavafelder, die zu Beginn des Holozäns in der Snake River Plain entstanden. Es ist etwa 60 Kilometer lang, 2 bis 5 Kilometer breit und hat einen L-förmigen Verlauf. Es beginnt im Norden des Lincoln County knapp 30 Kilometer nördlich des County Seat Shoshone, verläuft zunächst etwa 30 Kilometer nach Süden und dann etwa 30 Kilometer nach Westen, nördlich an Shoshone vorbei und ungefähr bis Gooding.
Nördlich des Lavafelds liegt das Magic Reservoir, ein Stausee des Big Wood River.

## Entstehung
Das Lavafeld entstand bei dem Ausbruch des Shoshone-Vulkans, eines Schichtvulkans, ungefähr um 8100 v. Chr. ± 350 Jahre. Dabei erfolgte ein relativ ruhiger Abfluss der Lava aus dem Schlot. Sie floss hauptsächlich durch das ursprüngliche Tal des Big Wood River ab, füllte es und machte auch dessen Knick nach Westen mit, wodurch das Lavafeld seinen L-förmigen Verlauf bekam. Während der Big Wood River sich später einen Weg durch das Nordende des Lavafelds bahnte und auf dessen West- bzw. Nordseite weiterfloss, wurde der früher in ihn mündende Little Wood River entlang der Südflanke des Lavafelds abgelenkt, so dass beide Flüsse sich jetzt erst 40 Kilometer westlich ihres ehemaligen Zusammenflusses vereinigen.

## Beschreibung
Der 1550 Meter hohe Black Butte im Nordosten des Lavafelds ist der ursprüngliche Schlot des Shoshone-Vulkans, aus dem die Lavamassen ausströmten. Den Grund mehrerer ineinander verschachtelter Krater bildet ein erstarrter Lavasee, der sich über eine Fläche von etwa 2,2 km2 erstreckt und von dem aus die Kraterwände bis zu 30 Meter hoch steil aufsteigen. Nach Südosten erstreckt sich ein System von Lavaröhren und Kanälen mit teils offenen und teils gedeckten Abschnitten. Ein Teil dieser Lavaröhren bildet die Shoshone Ice Caves, die auch den Sommer über kalt genug sind, dass das Eis in ihnen gefroren bleibt.
Die von dem Lavafeld ausgehende Gefahr wird als sehr gering eingeschätzt, weil es sich wohl nur um einen einmaligen monogenetischen Vulkanausbruch handelte und das Lavafeld, anders als beispielsweise die östlich davon gelegenen Craters of the Moon, nicht in einer vulkanisch aktiven Riftzone liegt.
Große Teile des Lavafelds sind als Wilderness Study Area ausgewiesen: Die Lava Wilderness Study Area im Zentralbereich, die Black Butte Wilderness Study Area im Norden und die Shoshone Wilderness Study Area im Westen.